# Syntrichia latifolia
Syntrichia latifolia (deutsch Breitblättriges Verbundzahnmoos) ist eine Laubmoos-Art in der Familie Pottiaceae. Häufig wird die Art unter dem Synonym Tortula latifolia Bruch ex Hartm. genannt.

## Beschreibung
Syntrichia latifolia bildet blaugrüne bis schwärzlichgrüne, lockere Rasen. Die Pflanzen sind etwa 1, maximal bis 3 Zentimeter hoch. Die an der Stämmchenspitze gehäuften und rosettenartig angeordneten Blätter sind bis etwa 3 Millimeter lang, trocken gefaltet und einwärts gebogen, feucht flach ausgebreitet, spatelförmig und breit abgerundet. Die Blattränder sind unten schwach zurückgerollt, oben flach. Die kräftige Blattrippe endet in der Spitze oder kurz davor.
Die Laminazellen sind an der Blattbasis rechteckig bis verlängert rechteckig, glatt und hyalin, in der oberen Blatthälfte rundlich-sechseckig, beiderseits papillös und chlorophyllreich. Die Rückseite der Blattrippe trägt ein- bis zweispitzige Papillen.
Die Geschlechterverteilung ist diözisch. Sporenkapseln sind sehr selten; sie sind aufrecht, länglich zylindrisch und gerade oder etwas gebogen. Die gelbrote Seta ist bis 8 Millimeter lang. Peristomzähne sind 1 Millimeter lang. Die papillösen Sporen haben eine Größe von 10 bis 15 Mikrometer.
Gewöhnlich erfolgt die Vermehrung vegetativ durch Brutkörper, diese sind rund, 24 bis 36 Mikrometer im Durchmesser, mehrzellig und sind häufig auf der Innenseite der oberen Blatthälfte zu finden.

## Standortansprüche
Das Moos lebt vor allem im Überschwemmungsbereich von größeren Flüssen in Tieflagen und besiedelt hier besonders die Baumborke von Weiden und Pappeln an sonnigen bis halbschattigen Stellen. Seltener wächst es an Mauern oder Sandstein. Es verträgt aber keine länger anhaltenden Überflutungen und benötigt im Sommer hohe Luftfeuchtigkeit.
Häufige Begleitmoose sind etwa Leskea polycarpa, Bryoerythrophyllum recurvirostrum und Didymodon nicholsonii.

## Verbreitung
Die Art kommt in großen Teilen Europas vor, ausgenommen sind Gebiete nördlich des südlichen Skandinavien und der kontinentale Osten. In Mitteleuropa ist sie in Tieflagen an den größeren Flüssen gebietsweise häufig. Weiters ist sie in Siedlungsgebieten an Sekundärstandorten zu finden. In höheren Lagen fehlt die Art jedoch vollständig.
Weitere Vorkommen befinden sich im westlichen Nordamerika.